# Pierre Rigal
Pierre Rigal es un deportista francés que compitió en judo. Ganó una medalla de oro en el Campeonato Europeo de Judo de 1957 en la categoría de –80 kg.

## Palmarés internacional
| Campeonato Europeo | Campeonato Europeo      | Campeonato Europeo | Campeonato Europeo |
| Año                | Lugar                   | Medalla            | Categoría          |
| ------------------ | ----------------------- | ------------------ | ------------------ |
| 1957               | Róterdam (Países Bajos) | Medalla de oro     | –80 kg             |